# Opération Azalée
Pour les articles homonymes, voir Azalée (homonymie).
L'opération Azalée est une opération militaire française réalisée aux Comores par l'armée française du 3 au 6 octobre 1995 et visant à soumettre le mercenaire français Bob Denard.

## Historique
Le 29 septembre, Bob Denard avec ses forces d'une trentaine d'hommes, débarqués de bateaux zodiacs, tentent de renverser Said Mohamed Djohar, président de la République fédérale islamique des Comores.
Cette tentative de coup d'État rend nécessaire le déclenchement d'une opération interarmées à partir des forces stationnées dans l’Océan Indien.
Le Commandement des opérations spéciales (COS), appuyé plus tard par 2 compagnies du 2e RPIMa venues de La Réunion, une compagnie du 5e RIAOM de Djibouti, une unité tournante du 11e RAMa ainsi que l'escadron de commandement et des services du DLEM venant de Mayotte, intervient le 4 octobre. Les hommes des forces spéciales françaises, marins du Commando Jaubert, parachutistes du 1er RPIMa et du 13e RDP, gendarmes du GIGN, débarquent au nord de la Grande Comore, pour prendre l'aéroport de Moroni-Hahaya, sécuriser l'ambassade et permettre l'arrivée des renforts.
Le rapport de forces,  les moyens  maritimes et aériens ainsi que l'effet de surprise, incitent  les rebelles à la reddition en moins de 48 heures. Le 6 octobre, Bob Denard et ses mercenaires se rendent aux gendarmes du GIGN.